# Hemideina maori
Hemideina maori, wētā-das-montanhas-de-pedra, é uma espécie de wētā da família Anostostomatidae, da ordem Orthoptera. Trata-se de um inseto de grande dimensão, que não voa, e de hábitos noturnos, endémico da Nova Zelândia, em especial das áreas montanhosas dos Alpes do Sul, na Ilha Sul.
A espécie Hemideina maori foi descrita em 1891 pelos entomólogos suíços Alphonse Pictet e Henri de Saussure.

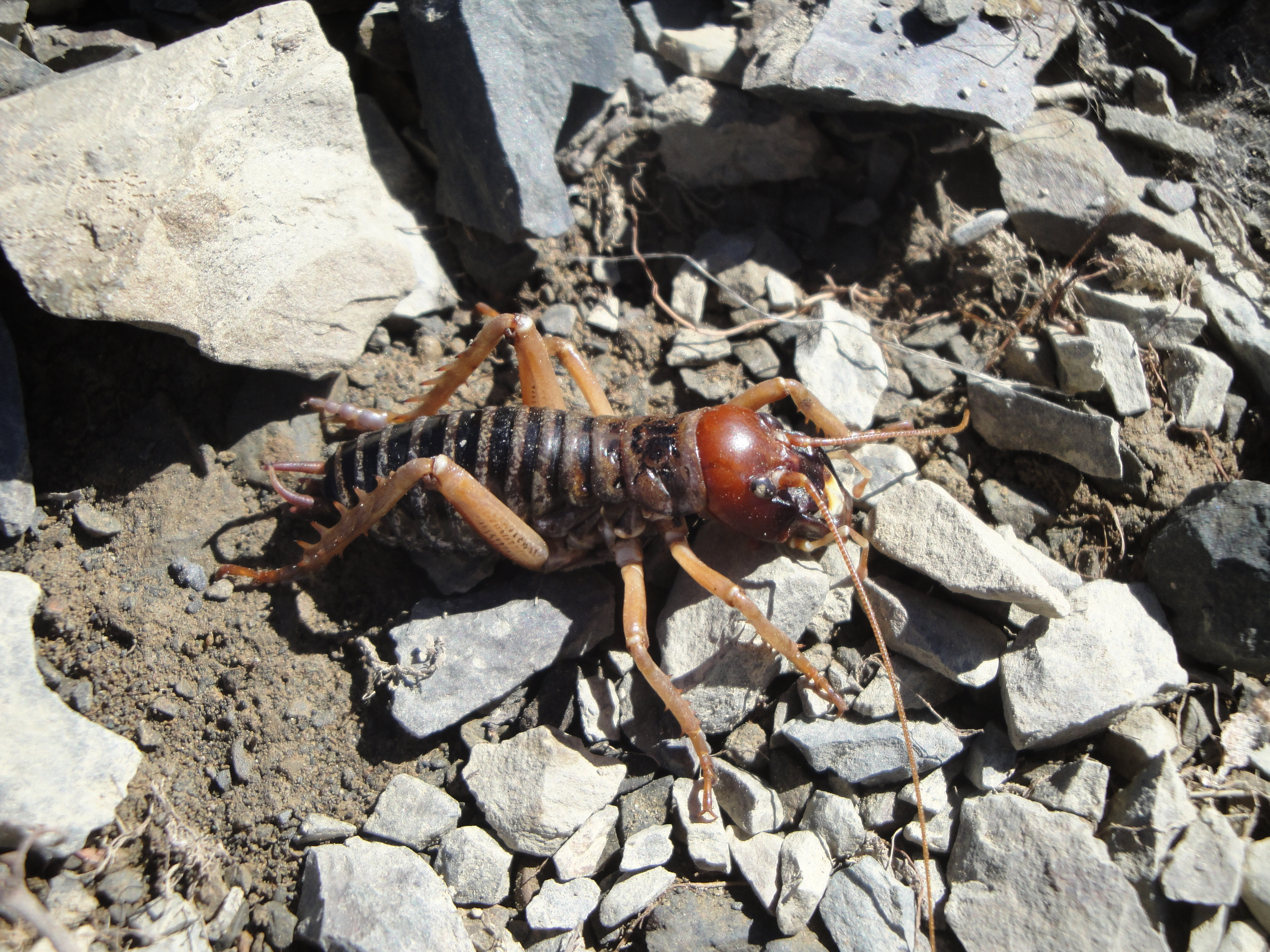
Macho de wētā Hemideina maori

H. maori são os maiores insetos wētā com um comprimento que pode exceder 6 cm. Os comprimentos das tíbias de macho e fêmea não diferem muito (média de 18.6 +/- 0.17 mm para cada caso). Tanto machos como fêmeas têm assimetria direcional no comprimento mandibular, com a mandíbula esquerda sendo maior que a direita (macho: mediana 0.53mm, intevalo: 0.01 a 1.37mm, n=48. fêmeas: mediana 0.49mm, intervalo 0 a 1.21mm, n= 35).
Os machos exibem dimorfismo acentuado em provável resultado de seleção sexual por combates entre machos para acesso a fêmeas. As mandíbulas podem ser duas vezes mais longas e a cabeça 1,5 vezes maior que as das fêmeas com comprimento de tíbia similar.